# Marine Aircraft Group 41
41ème Groupe aérien du Corps des Marines
Le Marine Aircraft Group 41 (ou MAG-41) est un groupe aérien du United States Marine Corps Reserve  basé à la Naval Air Station Fort Worth au Texas qui est actuellement composé d'un escadron de F/A-18C Hornet, d'un escadron de KC-130J Hercules, d'un escadron de C-40 Clipper, d'un escadron de maintenance et de logistique et de deux escadrons de support aérien. Il est complété d'un escadron de F-5 Freedom Fighter basé à la Marine Corps Air Station Yuma en Arizona, d'un escadron d'hélicoptères légers d'attaque de plusieurs types basé au Marine Corps Air Station Camp Pendleton en Californie, d'un escadron d'hélicoptères lours V-22 Osprey basé au Marine Corps Air Station Miramar en Californie. Ils relèvent du commandement de la 4th Marine Aircraft Wing de l'US Marine Corps Reserve.

## Mission
Former, équiper, équiper et soutenir un élément de combat de l'aviation expéditionnaire (ACE), un élément du commandant de la composante aérienne des forces combinées (CFACC), un escadron de logistique de l'aviation, un escadron d'attaque de chasseurs, un escadron d'adversaires de chasse et un escadron de ravitaillement aérien/d'appui d'assaut afin de déployer/employer une Force tactique terrestre et aérienne des Marines (MAGTF) ou toute combinaison de capacités à l'appui de la MAGTF ou de la guerre combinée/interarmées.

## Unités subordonnées
Les unités actuelles du MAG-41  :
- Marine Fighter Attack Squadron 112 (VMFA-112 Cowboys)
- Marine Aerial Refueler Transport Squadron 234 (VMGR-234 Rangers)
- Marine Fighter Training Squadron 401 (VMFT-401 Snipers)
- Marine Transport Squadron 1 (VMR-1 Roadrunners)
- Marine Light Attack Helicopter Squadron 775 (HMLA-775 Coyotes)
- Marine Medium Tiltrotor Squadron 764 (VMM-764 Moonlight)
- Marine Aviation Logistics Squadron 41 (MALS-41 Desperados)
- Marine Wing Support Squadron 471 (MWSS-471 Red Wolves)
- Marine Wing Support Squadron 473 (MWSS-473 The Gargoyles)

Désactivé en 2022 :
- Marine Unmanned Aerial Vehicle Squadron 4 (VMU-4 Evil Eyes)

## Historique

### Origine
Le Marine Base Defence Group 41 a été organisé pour la première fois dans la Fleet Marine Force le 1er janvier 1943 au MCAS El Toro, en Californie. Ayant besoin de soutien dans la guerre croissante dans le Pacifique, le 10 novembre 1944, il reçut la désignation Marine Aircraft Group 41, avec la mission d'administrer et de superviser la formation et les activités des escadrons attachés pour le combat dans le Pacifique. À l'origine, il n'y avait qu'un quartier général, un service et un seul escadron de chasse dans le groupe, mais à mesure que la portée de l'aviation maritime pendant la Seconde Guerre mondiale augmentait, le MAG-41 s'est simultanément élargi pour inclure six escadrons tactiques et un escadron de maintenance, maintenant Marine Aviation Logistics Squadron 41.